# Paolo Carignani
Paolo Carignani (* 13. Oktober 1961 in Mailand) ist ein italienischer Musiker und Dirigent.

## Leben und Werk
Carignani studierte in Mailand am Giuseppe-Verdi-Konservatorium Orgel, Klavier und Komposition. Danach arbeitete er ab 1980 in Rom als Organist. Später spielte er in Bars Jazz- und Popmusik, bis er sich entschloss ein Studium der Orchesterleitung bei Alceo Galliera anzutreten. Neben dem Studium spielte er Klavier und auch auf den Orgeln in den Mailänder Kirchen.
Sein Debüt als Dirigent bestritt er 1987 mit dem Sinfonieorchester San Remo. Dann war er zwei Jahre an der Oper Triest als Assistent des künstlerischen Leiters engagiert. 1996 dirigierte er in Macerata Giuseppe Verdis Attila, wo er von Alexander Pereira entdeckt und für die Oper Zürich engagiert wurde.
Im September 1997 wurde er, als Ersatz für den erkrankten Sylvain Cambreling, zu einem Dirigat von Verdis Luisa Miller an die Oper Frankfurt eingeladen. Nach dieser Vorstellung wurde ihm vom Orchestervorstand, als ein neuer Generalmusikdirektor für das Haus gesucht wurde, diese Position angeboten, welche er, zusammen mit der Position des Künstlerischer Leiters der Konzerte der Frankfurter Museumsgesellschaft, von 1999 bis 2008 innehatte. Während dieser Zeit hat Carignani über 50 verschiedene Opern und eine Vielzahl an Konzerten in Frankfurt dirigiert.
Konzerte dirigierte er u. a. mit den Münchner Philharmonikern, dem Orchester der RAI Turin, dem Mailänder Verdi-Orchester, dem Detroit Symphony Orchestra, der Jungen Deutschen Philharmonie, den Göteborger Symphonikern, dem Deutschen Symphonie-Orchester Berlin, dem RSO Wien und dem WDR Sinfonieorchester Köln. Für sein Dirigat von Mozarts Le nozze di Figaro beim Festival dei Due Mondi in Spoleto erhielt er 1991 den Kritikerpreis „Prince of Wales“.
Gastspiele führten Carignani u. a. an die Wiener und die Münchner Staatsoper, an das Concertgebouw sowie an De Nederlandse Opera in Amsterdam, an das Opernhaus Zürich, das War Memorial Opera House in San Francisco, das Royal Opera House Covent Garden in London, zum Glyndebourne Festival, an die Deutsche Oper Berlin, die Opéra de la Bastille in Paris, an das Gran Teatre del Liceu in Barcelona und an die Norske Opera in Oslo.
2008 debütierte er mit Verdis La traviata an der Metropolitan Opera New York, 2013 mit Verdis Giovanna d'Arco (in der Hauptrolle: Anna Netrebko) bei den Salzburger Festspielen. Bei den Bregenzer Festspielen 2015 dirigierte er als Spiel auf dem See Puccinis Turandot sowie 2016 die Neuproduktion einer Wiederentdeckung: Amleto von Franco Faccio mit Pavel Černoch in der Titelrolle (Orchester: Wiener Symphoniker).
Ende 2020 wurde Carignani zum Ersten Gastdirigenten der Königlichen Oper und Königlichen Kapelle Kopenhagen mit einer Vertragslaufzeit von drei Jahren ab 2021 ernannt.